# Атака Штейнера
Атака Ште́йнера (также: система Ште́йнера, в англоязычной литературе — Accelerated Panov Attack, ускоренная атака Пано́ва) — шахматный дебют, разновидность защиты Каро — Канн, где белые уклоняются от типового хода 2. d2-d4 и вместо этого играют 2. c2-c4.

## История
Дебют назван по имени венгерского (позже — австралийского) шахматиста Лайоша Штейнера, международного мастера. Первый серьёзный анализ этого дебюта был опубликован этим шахматистом в 1930-х годах после его побед в партиях с применением хода 2. с4, хотя данный ход эпизодически встречался и в партиях Тарраша, Алапина и Капабланки начала XX века.

## Идеи дебюта и варианты
Основная идея хода заключается в контроле поля d5 двумя пешками белых и, как правило, последующих разменов в центре доски. Это уход от стандартных схем с ходом d2-d4 и фиксированного пешечного центра. 
В случае наиболее популярного и принципиального ответа от чёрных — хода 2. …d5 последует размен пешек в следующем варианте:
- 3. c4:d5 c6:d5 
 4. e4:d5 (либо другой порядок взятий) 
  - 4. …Фd8:d5 — немедленный отыгрыш пешки, однако белые с темпом играют 5. Kc3 и прогоняют ферзя (как в игре в скандинавской защите)
  - 4. …Кg8-f6 — чёрные развивают коня, у белых возникнет временная лишняя пешка на поле d5, но она будет отыграна позже.

В обоих вариантах у белых в итоге остаётся изолированная пешка d.
В случае ходов:
- 2. …d5
  - 3. e4:d5 с4:d5
    - 4. d2-d4

получается стандартная атака Панова.
Другие варианты:
- 2. …e5. Здесь продолжения за белых: 3. Кc3, 3. d4 и 3. Кf3.
- 2. …e6 — прочная, но несколько пассивная позиция. Здесь продолжения за белых: 3. Кf3, 3. Кc3 и 3. d4.

## Примерная партия
- А. Карпов — А. Горячкина, Cap d'Agde, 2012 год[4]

1. c4 c6 2. e4 d5 3. exd5 cxd5 4. cxd5 Nf6 5. Qa4+ Nbd7 6. Nc3 g6 7. d4 Bg7 8. Be2 O-O 9. Bf3 Nb6 10. Qb3 Bg4 11. Bxg4 Nxg4 12. Nge2 Qd7 13. Bf4 Nf6 14. d6 exd6 15. O-O d5 16. Qb5 Rfe8 17. Qxd7 Nbxd7 18. f3 a6 19. Kf2 Rac8 20. g4 Nb6 21. Rac1 h6 22. b3 Rc6 23. Nd1 Rec8 24. Rxc6 Rxc6 25. Ne3 Nbd7 26. Rc1 Nf8 27. Rxc6 bxc6 28. Nc2 Ne6 29. Nb4 c5 30. Nxa6 cxd4 31. Nb4 Bf8 32. Nd3 Nd7 33. Bd2 Ndc5 34. Nec1 Bd6 35. Nxc5 Bxc5 36. Nd3 Bd6 37. h3 h5 38. b4 Kf8 39. a4 Ke7 40. gxh5 gxh5 41. b5 Kd7 42. a5 Kc7 43. Bb4 Bxb4 44. Nxb4 Nf4 45. Kg3 Ne2+ 46. Kf2 Nf4 47. h4 Kb7 48. Nc6 Ne6 49. Ke1 d3 50. Kd2 Nc5 51. f4 f6 52. f5 Kc7 53. Ke3 Kb7 54. Nd4 Kc7 55. Ne6+ 1-0